# Čokešina
Čokešina (srp. Чокешина) je naselje na zapadu središnje Srbije. Administrativno pripada općini Loznica u Mačvanskome okrugu.

## Stanovništvo
Prema popisu iz 2002. godine, u Čokešini živi 881 stanovnik od kojih je 705 punoljetno. Prema popisu iz 1991., u Čokešini je živjelo 1117 stanovnika. Prosječna starost stanovništa iznosi 41,9 godina (40,6 kod muškaraca i 43,4 kod žena). U naselju ima 282 domaćinstva, a prosječan broj članova domaćinstva je 3,12.
Prema popisu iz 2002. godine, Čokešinu gotovo u potpunosti naseljavaju Srbi.
| broj stanovnika | 1428  | 1469  | 1477  | 1334  | 1262  | 1117  | 881   |
|                 | 1948. | 1953. | 1961. | 1971. | 1981. | 1991. | 2002. |